# STU48のちりめんパーティー
『STU48のちりめんパーティー』（エスティーユーフォーティーエイトのちりめんパーティー）は、中国放送（RCCラジオ）で2017年7月8日から放送されている、STU48のメンバーがレギュラー出演するラジオ番組。

## 概要
STU48にとって初のレギュラーラジオ番組である。「メンバーの個性を生かしながら、瀬戸内エリアの魅力を発掘していく」をキャッチフレーズとしている。番組タイトルは瀬戸内で愛され、やがては大海で泳いでほしい!という思いを込めて、瀬戸内周辺でとれる小魚「ちりめんじゃこ」から名付けられた。メンバーは週替わりで登場し、ボールボーイ佐竹と共に番組を展開する。
公式略称は、ツイッター開設後に「ちょっとタイトルが長い」とのつぶやきから募集され、「ちりパ」に決まり、公式略称かつ公式ハッシュタグとして使用されている。
スポンサーは広島地区のみのスポンサードで2017年9月30日放送分から株式会社ウッドワンがスポンサーについたが、2020年9月末で降板。2019年4月からは田中食品が正式にスポンサーとなり、2020年10月より2021年11月まで中国地区内航船員対策協議会が加わっていた。

## コーナー
テーマトーク
2019年7月の放送より「日記」に代わってスタート。毎月設定したテーマをもとにエピソードを紹介し、トークしていく。
その他、ニューシングルリリースや大型公演、メンバーの加入や卒業に合わせて適宜特別企画を送る。その際は「テーマトーク」を休止。また、フリートークが往々にして伸びるため、2021年秋ごろより「STU通信」で行っていたSTU48関連の告知をエンディングテーマに乗せて行うようになった。

### 放送終了
瀬戸内県民あるある
瀬戸内7県の中から毎週、1県ピックアップし、その県のあるあるを紹介するコーナー。
これ知っとる？ 瀬戸内方言クイズ
メンバーが瀬戸内の方言をクイズ形式で学ぶコーナー。
日記
毎週、メンバーの最近の出来事を日記形式で発表するコーナー。
リクエストソング
メンバーが選んだ曲を流す。オープニング後と日記後に行われるが、新曲リリースの前は表題曲やカップリング曲をオンエアする。現在はリクエスト制度はなくなり、STUの楽曲からセレクトして流される。
STU通信
STU48の最新情報を伝えるコーナー。
矢野帆夏のお悩み相談
矢野帆夏が出演する際のみ行われるコーナー。なんでも悩みを解決できるという特技を活かしリスナーからのお悩みに答えていく。矢野が2022年9月にSTU48を卒業した為、同時に終了。
2021年8月27日放送分（RCC）でリスナーのタレコミにより、「平和公園近くにある某新聞社で行われているラジオ局」でも「矢野帆夏のお悩み相談（仮）」という企画を始めたことが発覚。矢野曰く「自分のコーナーを持ちたいと始めたが、いつかはチクられるだろうとは思っていた。」「本当ならしっかりとやりたいが、尺の都合でカットされがちなので尺が欲しいアピール」らしい。

## 出演メンバー
初回となる2017年7月8日の出演メンバーは岡田奈々・石田みなみ・佐野遥・瀧野由美子・土路生優里・藤原あずさ。
その後は1期生メンバーから週替わりで2名ずつが出演する形で行われている。2019年頃より1期生メンバーとドラフト3期生のシャッフルとなり、2022年以降は1期生＋ドラフト3期生と2期生＋2.5期研究生が週交代で担当している。

## ネット局

### 放送中
| 放送地域 | 放送局             | 放送期間                      | 放送日時                           | 備考              |
| -------- | ------------------ | ----------------------------- | ---------------------------------- | ----------------- |
| 広島県   | 中国放送（RCC）    | 2017年4月1日 - 2021年3月27日  | 土曜日 23:00 - 23:30               | 制作局            |
| 広島県   | 中国放送（RCC）    | 2021年4月2日 -                | 金曜日 23:00 - 23:30               | 制作局            |
| 広島県   | 中国放送（RCC）    | 2020年7月20日 - 8月10日       | 月曜日 21:00 - 21:30               | 再放送            |
| 広島県   | 中国放送（RCC）    | 2020年9月29日                 | 火曜日 23:25 - 23:55               | 再放送            |
| 広島県   | 中国放送（RCC）    | 2020年10月18日 - 12月27日     | 日曜日 21:30 - 22:00               | 再放送            |
| 広島県   | 中国放送（RCC）    | 2021年4月4日 - 9月5日         | 日曜日 21:00 - 21:30               | 再放送            |
| 広島県   | 中国放送（RCC）    | 2021年10月4日 - 12月27日      | 月曜日 01:00 - 01:30（日曜日深夜） | 再放送            |
| 広島県   | 中国放送（RCC）    | 2022年1月10日 - 3月28日       | 月曜日 00:30 - 01:00（日曜日深夜） | 再放送            |
| 広島県   | 中国放送（RCC）    | 2022年 4月2日 - 9月24日       | 土曜日 20:00 - 20:30               | 再放送            |
| 広島県   | 中国放送（RCC）    | 2023年 4月1日 - 2024年9月21日 | 土曜日 19:00 - 19:30               | 再放送            |
| 広島県   | 中国放送（RCC）    | 2024年10月6日 - 2025年1月26日 | 日曜日 17:00 - 17:30               | 再放送            |
| 広島県   | 中国放送（RCC）    | 2025年2月1日 -                | 土曜日 19:00 - 19:30               | 再放送            |
| 山口県   | 山口放送（KRY）    | 2017年10月1日 - 2020年3月29日 | 日曜日 17:30 - 18:00               | [ 11 ]            |
| 山口県   | 山口放送（KRY）    | 2020年4月5日 -                | 日曜日 22:00 - 22:30               |                   |
| 岡山県   | RSK山陽放送（RSK） | 2017年9月30日 - 2021年3月27日 | 土曜日 21:30 - 22:00（1週遅れ）    | [ 11 ] [ 注釈 8 ] |
| 岡山県   | RSK山陽放送（RSK） | 2021年4月3日 -                | 土曜日 21:00 - 21:30               |                   |
| 香川県   | 西日本放送（RNC）  | 2021年4月2日 -                | 金曜日 23:00 - 23:30               |                   |

### 過去のネット局
| 放送地域 | 放送局          | 放送期間                      | 放送日時             | 備考   |
| -------- | --------------- | ----------------------------- | -------------------- | ------ |
| 愛媛県   | 南海放送（RNB） | 2017年10月7日 - 2019年3月30日 | 土曜日 23:00 - 23:30 | [ 12 ] |
| 愛媛県   | 南海放送（RNB） | 2019年4月12日 - 2021年3月26日 | 金曜日 23:00 - 23:30 |        |

## エピソード・特別番組
- 兵庫エフエム放送（Kiss FM KOBE）にて放送されていた『STU48の瀬戸内の胸の内』の企画で中国放送（RCCラジオ）の局内で収録をおこなった[13]。この模様は2018年4月21日に同局で放送され、ボールボーイ佐竹が友情出演した[14]。
- 2019年5月25日からの3週分にわたって、STU48の課外活動の一つ「MCユニット・せとまいく」の兼任メンバーをリスナー投票で決める『ちりめんパーティー緊急企画 せとまいく兼任メンバーが投票で決定!』を開催。6月8日分は広島地区のみ2度目の生放送となり、矢野帆夏と沖侑果を迎えて行われた[15]。すでに結果は発表されているが、9日の山口、14日の愛媛、15日の岡山では事前収録によるボールボーイ佐竹のフリートークとディレクターによる「勝手にせとまいくセレクション」に差し替えられた。
- 2020年1月3日は新春特別番組として『STU48のちりめんニューイヤーパーティ!! 2020でチュウ!』が15:00 - 15:55に放送された[16]。出演メンバーは「めでたい3人（瀧野由美子[注釈 11]、田中皓子[注釈 12]、薮下楓[注釈 13]）」[17]にアシスタントの佐竹を加えた4人。山口と岡山は同時ネット、愛媛は5日19:00からの遅れネット。
- 2020年3月21日は特別番組として『春休み特別企画! STU48のちりめんパーティー〜告白しちゃいまスペシャル〜』』を放送。広島地区のみ3度目の生放送となり、石田千穂、今村美月、福田朱里が出演[18]。この回に関してはSHOWROOMでも同時配信されたほか、本放送終了後にアフタートークを配信。この回は1〜2週遅れで山口で3月29日、愛媛で4月3日、岡山で4月4日に放送[19]。3月22日の山口、27日の愛媛、28日の岡山では先行して信濃宙花と中村舞の回を放送する[20]。
- 2020年6月7日、特別番組として『STU48のちりめん大×3パーティー〜とどけ、夢力! STUと一緒にお祭り騒ぎじゃ! 未来行きのチケットで、いざ出航SP〜』[21]を広島地区のみ4度目の生放送として3部構成トータル5時間、SHOWROOMとともに展開する（13:00 - 14:55、16:00 - 16:55、18:00 - 20:00）。このうち18時からの2時間は『中四国ライブネット・広島発』のコンテンツとして中四国8局9県ネットで放送される[注釈 14]。出演は藪下楓、沖侑果、甲斐心愛、信濃宙花、瀧野由美子、矢野帆夏とボールボーイ佐竹。
- 2021年1月1日は特別番組として『STU48のちりめんニューイヤーパーティー2021　～ぎゅうっとHAPPYつめこみまスペシャル～』を16:00 - 16:55に広島ローカルで放送。
- 2021年12月24日、『ラジオ・チャリティー・ミュージックソン』放送のため、広島は26日20時からに振り替え、香川は休止された。